# 河江棱皮树蛙
河江棱皮树蛙（学名：Theloderma khoii），一种分布于越南河江省和中国云南省西畴县文山国家级自然保护区等地的两栖动物，隶属于树蛙科棱皮树蛙属。模式产地为越南河江省官坝县松吧社附近的喀斯特森林地区。拉丁种加词源自河內國家大學附屬自然科學大學教授黎武魁的名字。